# Pseudoleucopis lucipeta
Pseudoleucopis lucipeta är en tvåvingeart som beskrevs av Tanasijtshuk 1996. Pseudoleucopis lucipeta ingår i släktet Pseudoleucopis och familjen markflugor. Inga underarter finns listade i Catalogue of Life.